# Tororo
Tororo – miasto we wschodniej Ugandzie, w pobliżu granicy z Kenią. Stolica dystryktu Tororo. Tororo liczy 43,7 tys. mieszkańców. W mieście rozwinął się przemysł chemiczny oraz cementowy.
Siedziba archidiecezji Tororo.